# تخلخل

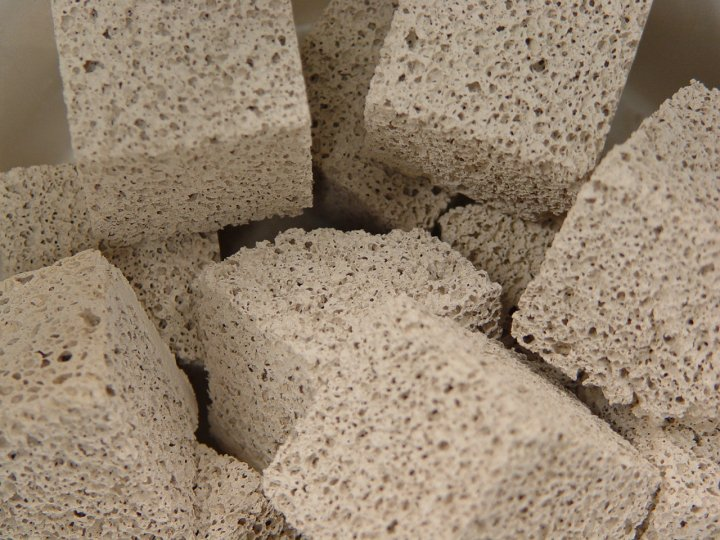
سرامیک با تخلخل بالا

تخلخل که پوکی یا پُرلیکی نیز نامیده می‌شود، یکی از خصوصیات سنگ‌ها و خاک‌ها است که با {\displaystyle \phi } نمایش داده می‌شود. تخلخل نسبت حجم حفره‌ای یک سنگ (یا خاک) است به حجم کلی آن:
{\displaystyle \phi ={\frac {V_{V}}{V_{T}}}}
بنابراین تخلخل عددی است بین صفر تا یک. همچنین با ضرب کردن این میزان در ۱۰۰ می‌توان آن را به صورت درصد نیز بیان کرد.
تخلخل به عنوان یکی از ویژگی‌های سنگ نقش مهمی را در مطالعات زمین‌شناسی و همچنین شناسایی مخازن مواد آلی و آبی ایفا می‌کند.
برای نمونه در یک مخزن آبی، تخلخل نشان‌دهنده حداکثر میزان آبی است که سنگ آن مخزن می‌تواند در خود نگه دارد.
بعضی سنگ‌ها همچون ماسه‌سنگ، پلمه‌سنگ و سنگ خارا به علت چینش مناسب ریزدانه‌ها تخلخل پایینی دارند. به این نوع سنگ‌ها به اصطلاح سنگ‌های به‌هم‌فشرده گویند. سنگ‌هایی مانند سنگ آهک نیز معمولاً دارای تخلخل بالایی می‌باشد.